# Rekowo Górne
Rekowo Górne  (deutsch Rekau, kaschubisch Rekòwò) ist ein Dorf in der Landgemeinde Puck im Kreis Puck in der polnischen Woiwodschaft Pommern. 

## Geographische Lage
Das Dorf liegt südlich der Stadt Puck am südlichen Rand der Landgemeinde Puck. Am östlichen Ortsrand verläuft die Droga wojewódzka 216.